# Gibraltarklippan
Gibraltarklippan (engelska: Rock of Gibraltar eller The Rock, spanska: El Peñón de Gibraltar) är ett berg i Gibraltar.  Toppen på klippan är 426 meter över havet.